# 木果红山茶
木果红山茶（学名：Camellia xylcarpa）为山茶科山茶属的植物。分布在中国大陆的云南等地，生长于海拔2,400米的地区，多生长在林中，目前尚未由人工引种栽培。